# Отделение биологических наук РАН
Отделе́ние биологи́ческих нау́к Российской академии наук (ОБН РАН) — структурное подразделение Российской академии наук, в состав которого входят учёные, интересы которых лежат в области биологии, а также научные учреждения, исследования которых посвящены биологическим проблемам.
Академиками-секретарями отделения являлись: А. И. Григорьев (2002—2008), А. Ю. Розанов (2008—2017), М. П. Кирпичников (с 2017).

## Организационная структура
Структурно состоит из бюро (в состав которого входит около 25 академиков и членов-корреспондентов РАН) и двух секций:
- Секция общей биологии
- Секция физико-химической биологии

### Научные организации
| Название организации                                                                 | Сокращённое название        | Научный центр   | Год основания | Город                      | Директор              |
| ------------------------------------------------------------------------------------ | --------------------------- | --------------- | ------------- | -------------------------- | --------------------- |
| Ботанический институт им. В. Л. Комарова РАН                                         | БИН РАН                     | СПбНЦ РАН       | 1931          | Санкт-Петербург            | Гельтман Д. В.        |
| Ботанический сад-институт ДВО РАН                                                    | БСИ ДВО РАН                 |                 | 1949          | Владивосток                | Крестов П. В.         |
| Ботанический сад УрО РАН                                                             | БС УрО РАН                  |                 | 1936          | Екатеринбург               | Петрова И. В.         |
| Главный ботанический сад им. Н. В. Цицина РАН                                        | ГБС РАН                     |                 | 1945          | Москва                     | и. о. Паштецкий А. В. |
| Горный ботанический сад ДФНЦ РАН                                                     | ГорБС ДФНЦ РАН              | ДФНЦ РАН        | 1986          | Махачкала                  | Асадулаев З. М.       |
| Зоологический институт РАН                                                           | ЗИН РАН                     | СПбНЦ РАН       | 1832          | Санкт-Петербург            | Чернецов Н. С.        |
| Институт белка РАН                                                                   | ИБ РАН                      | ПНЦ РАН         | 1967          | Пущино                     | Колб В. А.            |
| Институт биологии внутренних вод им. И. Д. Папанина РАН                              | ИБВВ РАН                    |                 | 1956          | Борок, Ярославская область | Крылов А. В.          |
| Институт биологии гена РАН                                                           | ИБГ РАН                     |                 | 1990          | Москва                     | Георгиев П. Г.        |
| Институт биологии КарНЦ РАН                                                          | ИБ КарНЦ РАН                | КарНЦ РАН       | 1953          | Петрозаводск               | Ильмаст Н. В.         |
| Институт биологии Коми НЦ УрО РАН                                                    | ИБ Коми НЦ УрО РАН          | Коми НЦ УрО РАН | 1962          | Сыктывкар                  | Чадин И. Ф.           |
| Институт биологии развития им. Н. К. Кольцова РАН                                    | ИБР РАН                     |                 | 1917          | Москва                     | Васильев А. В.        |
| Институт биологии УФИЦ РАН                                                           | ИБ УФИЦ РАН                 | УФИЦ РАН        | 1951          | Уфа                        | Веселов Д. С.         |
| Институт биологии южных морей им. А. О. Ковалевского РАН                             | ИнБЮМ РАН                   |                 | 1963          | Севастополь                | Горбунов Р. В.        |
| Институт биологических проблем криолитозоны СО РАН                                   | ИБПК СО РАН                 | ЯНЦ СО РАН      | 1952          | Якутск                     | Охлопков И. М.        |
| Институт биологических проблем Севера ДВО РАН                                        | ИБПС ДВО РАН                |                 | 1972          | Магадан                    | Радченко О. А.        |
| Институт биологического приборостроения с опытным производством РАН                  | ИБП РАН                     | ПНЦ РАН         | 1994          | Пущино                     | Пермяков Е. А.        |
| Институт биоорганической химии им. академиков М. М. Шемякина и Ю. А. Овчинникова РАН | ИБХ РАН                     |                 | 1959          | Москва                     | Габибов А. Г.         |
| Институт биофизики клетки РАН                                                        | ИБК РАН                     | ПНЦ РАН         | 1990          | Пущино                     | Моренков О. С.        |
| Институт биофизики СО РАН                                                            | ИБФ СО РАН                  | КНЦ СО РАН      | 1981          | Красноярск                 | Дегерменджи А. Г.     |
| Институт биохимии и физиологии микроорганизмов им. Г. К. Скрябина РАН                | ИБФМ РАН                    | ПНЦ РАН         | 1965          | Пущино                     | Леонтьевский А. А.    |
| Институт биохимии и физиологии растений и микроорганизмов РАН                        | ИБФРМ РАН                   | СНЦ РАН         | 1980          | Саратов                    | Матора Л. Ю.          |
| Институт леса им. В. Н. Сукачёва СО РАН                                              | ИЛ СО РАН                   | КНЦ СО РАН      | 1944          | Красноярск                 | Онучин А. А.          |
| Институт леса КарНЦ РАН                                                              | ИЛ КарНЦ РАН                | КарНЦ РАН       | 1957          | Петрозаводск               | Крышень А. М.         |
| Институт лесоведения РАН                                                             | ИЛАН РАН                    |                 | 1944          | Успенское, Московская обл. | и. о. Ерофеев А. Е.   |
| Институт молекулярной биологии им. В. А. Энгельгардта РАН                            | ИМБ РАН                     |                 | 1959          | Москва                     | Георгиева С. Г.       |
| Институт молекулярной и клеточной биологии СО РАН                                    | ИМКБ СО РАН                 | ННЦ СО РАН      | 2011          | Новосибирск                | Демаков С. А.         |
| Институт общей генетики им. Н. И. Вавилова РАН                                       | ИОГен РАН                   |                 | 1966          | Москва                     | Мисюрин А. В.         |
| Институт общей и экспериментальной биологии СО РАН                                   | ИОЭБ СО РАН                 | БНЦ СО РАН      | 1981          | Улан-Удэ                   | Убугунов Л. Л.        |
| Институт почвоведения и агрохимии СО РАН                                             | ИПА СО РАН                  | ННЦ СО РАН      | 1968          | Новосибирск                | Андроханов В. А.      |
| Институт проблем экологии и эволюции им. А. Н. Северцова РАН                         | ИПЭЭ РАН                    |                 | 1934          | Москва                     | Найденко С. В.        |
| Институт систематики и экологии животных СО РАН                                      | ИСиЭЖ СО РАН                | ННЦ СО РАН      | 1943          | Новосибирск                | Глупов В. В.          |
| Институт теоретической и экспериментальной биофизики РАН                             | ИТЭБ РАН                    | ПНЦ РАН         | 1990          | Пущино                     | и. о. Фадеева И.С.    |
| Институт физико-химических и биологических проблем почвоведения РАН                  | ИФХиБПП РАН                 | ПНЦ РАН         | 1970          | Пущино                     | Алексеев А. О.        |
| Институт физиологии растений им. К. А. Тимирязева РАН                                | ИФР РАН                     |                 | 1934          | Москва                     | Лось Д. А.            |
| Институт фундаментальных проблем биологии РАН                                        | ИФПГ РАН                    | ПНЦ РАН         | 1966          | Пущино                     | Цыганков А. А.        |
| Институт химической биологии и фундаментальной медицины СО РАН                       | ИХБФМ СО РАН                | ННЦ СО РАН      | 1984          | Новосибирск                | Коваль В. В.          |
| Институт цитологии РАН                                                               | ИЦ РАН                      | СПбНЦ РАН       | 1957          | Санкт-Петербург            | Томилин А. Н.         |
| Институт цитологии и генетики СО РАН                                                 | ИЦиГ СО РАН                 | ННЦ СО РАН      | 1957          | Новосибирск                | Кочетов А. В.         |
| Институт экологии Волжского бассейна РАН                                             | ИЭВБ РАН                    | СамНЦ РАН       | 1983          | Тольятти                   | Краснов С. В.         |
| Институт экологии горных территорий им. А. К. Темботова РАН                          | ИЭГТ РАН                    |                 | 1994          | Нальчик                    | Темботова Ф. А.       |
| Институт экологии и генетики микроорганизмов УрО РАН                                 | ИЭГМ УрО РАН                | ПФИЦ УрО РАН    | 1988          | Пермь                      | Гейн С. В.            |
| Институт экологии растений и животных УрО РАН                                        | ИЭРиЖ УрО РАН               |                 | 1944          | Екатеринбург               | Головатин М. Г.       |
| Казанский институт биохимии и биофизики КазНЦ РАН                                    | КИББ КазНЦ РАН              | КазНЦ РАН       | 1945          | Казань                     | Гречкин А. Н.         |
| Лимнологический институт СО РАН                                                      | ЛИН СО РАН                  | ИНЦ СО РАН      | 1961          | Иркутск                    | Федотов А. П.         |
| Мурманский морской биологический институт РАН                                        | ММБИ РАН                    | КНЦ РАН         | 1958          | Мурманск                   | Макаров М. В.         |
| Никитский ботанический сад                                                           | НБС-ННЦ РАН                 |                 | 1812          | Ялта                       | Плугатарь Ю. В.       |
| Национальный научный центр морской биологии им. А. В. Жирмунского ДВО РАН            | ННЦМБ ДВО РАН               |                 | 2016          | Владивосток                | Долматов И. Ю.        |
| Палеонтологический институт им. А. А. Борисяка РАН                                   | ПИН РАН                     |                 | 1930          | Москва                     | Лопатин А. В.         |
| Полярно-альпийский ботанический сад-институт им. Н. А. Аврорина КНЦ РАН              | ПАБСИ КНЦ РАН               | КНЦ РАН         | 1931          | Апатиты                    | Боровичев Е. А.       |
| Прикаспийский институт биологических ресурсов ДФНЦ РАН                               | ПИБР ДФНЦ РАН               | ДФНЦ РАН        | 1990          | Махачкала                  | Рабазанов Н. И.       |
| Сибирский институт физиологии и биохимии растений СО РАН                             | СИФИБР СО РАН               | ИНЦ СО РАН      | 1961          | Иркутск                    | Воронин В. И.         |
| Тихоокеанский институт биоорганической химии им. Г. Б. Елякова ДВО РАН               | ТИБОХ ДВО РАН               |                 | 1963          | Владивосток                | Дмитренок П. С.       |
| Тобольская комплексная научная станция УрО РАН                                       | ТКНС УрО РАН                |                 | 1994          | Тобольск                   | и. о. Козлов С. А.    |
| Федеральный исследовательский центр «Фундаментальные основы биотехнологии» РАН       | ФИЦ Биотехнологии РАН       |                 | 2014          | Москва                     | Фёдоров А. Н.         |
| Федеральный научный центр биоразнообразия наземной биоты Восточной Азии ДВО РАН      | ФНЦ Биоразнообразия ДВО РАН |                 | 2017          | Владивосток                | Гончаров А. А.        |
| Центр по проблемам экологии и продуктивности лесов РАН                               | ЦЭПЛ РАН                    |                 | 1991          | Москва                     | Лукина Н. В.          |
| Центральный сибирский ботанический сад СО РАН                                        | ЦСБС СО РАН                 | ННЦ СО РАН      | 1946          | Новосибирск                | Шеховцова И. Н.       |

## Журналы
- Агрохимия
- Биологические мембраны
- Биология внутренних вод
- Биология моря (журнал ДВО РАН)
- Биоорганическая химия
- Биофизика
- Биохимия
- Ботанический журнал
- Вопросы ихтиологии
- Генетика
- Журнал высшей нервной деятельности им. И. П. Павлова РАН
- Журнал общей биологии
- Журнал эволюционной биохимии и физиологии
- Зоологический журнал
- Известия РАН. Серия биологическая
- Лесоведение
- Микология и фитопатология РАН
- Микробиология
- Молекулярная биология
- Онтогенез
- Палеонтологический журнал
- Паразитология
- Почвоведение
- Прикладная биохимия и микробиология
- Радиационная биология. Радиоэкология
- Растительные ресурсы
- Российский физиологический журнал им. И. М. Сеченова
- Сенсорные системы
- Успехи современной биологии
- Успехи физиологических наук
- Физиология растений
- Физиология человека
- Цитология
- Экология (журнал УрО РАН)
- Энтомологическое обозрение